# 绝对欧姆
绝对欧姆（英語：abohm）是电磁单位制（emu-cgs）中电阻的基本单位。1绝对欧姆等於国际单位制中10−9欧姆，为1纳欧。
电磁单位制单位是厘米-克-秒制的一部分，除此之外还有静电单位制（esu-cgs）、高斯单位制以及洛伦兹-赫维赛德单位制（Lorentz-Heaviside units），而在这些单位制中，绝对欧姆不是一个单位。
当绝对安培（1 abA）电流流过1绝对欧姆电阻时，则元件上的电势差为1绝对伏特（1 abV）。